# السجناء اللبنانيون في إسرائيل
السجناء اللبنانيون في إسرائيل هو مصدر خلاف بين لبنان وإسرائيل وكانوا قضية في حرب لبنان 2006. هناك عدد من هؤلاء المحتجزين موضع نزاع. وفقا لمنظمة حزب الله اللبنانية هناك مواطنان لبنانيان في السجون الإسرائيلية لكن إسرائيل تنفي احتجازهما. كان حزب الله قد طالب بالإفراج عن المعتقلين اللبنانيين كشرط لإطلاق سراح جنود الاحتياط الإسرائيليين إيهود غولدفاسر وإلداد ريغف الذين تم أسرهما في غارة حزب الله في بداية حرب لبنان عام 2006. في 16 يوليو 2008 أطلقت مصلحة السجون الإسرائيلية سراح خمسة سجناء لبنانيين مقابل رفات غولدفاسر وريغف.

## السياق
في أعقاب محاولة اغتيال السفير الإسرائيلي في المملكة المتحدة شلومو أرجوف من قبل منظمة أبو نضال بدأت إسرائيل عملية سلام الجليل في يونيو 1982 من أجل إنهاء النشاط العسكري لمنظمة التحرير الفلسطينية والجيش السوري حول الحدود الإسرائيلية-اللبنانية. بمساعدة من الولايات المتحدة توصلت إسرائيل ولبنان إلى إتفاق انسحاب في مايو 1983 الذي استدعاه لبنان في مارس 1984 بسبب ضغوط من سوريا. في العام 1985 سحبت إسرائيل معظم قواتها مما أدى إلى قيام جيش لبنان الجنوبي وهو ميليشيات لبنانية تدعمها إسرائيل بحماية منطقة عازلة أمنية في جنوب لبنان تعتبرها إسرائيل ضرورية لمنع الهجمات على أراضيها الشمالية. تخلت إسرائيل عن المنطقة الأمنية وانسحبت خلف الخط الأزرق في مايو 2000.

## سجناء حسب إدعاء حزب الله
كان حزب الله قد ذكر شخصين يقولان إنهما لبنانيان محتجزان في السجون الإسرائيلية.
- يتهم يحيى سكاف بالمشاركة في مجزرة الطريق الساحلي عام 1978. يقول حزب الله أن العديد من المعتقلين اللبنانيين السابقين قالوا أنهم شاهدوه في سجن إسرائيلي. قالت مصادر إسرائيلية أنه قتل في المجزرة ولم يتم العثور على جثته أبدا.
- علي فراتان هو صياد. لم يعط حزب الله سببا لاحتجازه المزعوم. تنكر إسرائيل احتجازه.

طالب حزب الله بإطلاق سراح سمير القنطار ونسيم نصر وسكاف في وقت تبادل الأسرى بين إسرائيل وحزب الله عام 2004. في 1 يونيو 2008 أطلق سراح نصر مقابل رفات الجنود الإسرائيليين الذين قتلوا خلال حرب لبنان عام 2006. تم الإفراج عن القنطار في تبادل الأسرى في 16 يوليو 2008.

## أشخاص مفقودون وفقا للحكومة اللبنانية
بالإضافة إلى ما ذكر أعلاه تم إدراج الأشخاص التالية أسماؤهم في رسالة مؤرخة في مارس 2004 إلى لجنة الأمم المتحدة لحقوق الإنسان من قبل ممثل لبنان الدائم في الأمم المتحدة حيث تم اعتقالهم خلال الاحتلال الإسرائيلي للبنان عام 1982 وما زالوا مفقودين. هذه الادعاءات موضع نزاع من جانب إسرائيل.
- موسى الشيخ سلمان من قرية معركة. قيل أنه اعتقل في 8 يونيو 1982 وأصيب بجروح عندما نقله موظف من اللجنة الدولية من بيت صور إلى المستشفى الميداني للجيش الإسرائيلي بالقرب من مليية. لا يزال مصيره مجهولا.
- بلال صمادي الذي تم أسره في 4 يونيو 1982 مع خمسة أشخاص آخرين على جسر نهر الأولي بعد كمين إسرائيلي.
- إبراهيم زين الدين مدرس في مدرسة باكلين الثانوية. قيل أن القوات الإسرائيلية أسرته في منزل خطيبته في 8 أكتوبر 1982 ونقل إلى مركز الاستخبارات الإسرائيلي الواقع في رأس الجبل في عاليه (جبل لبنان). اثنان من أصدقائه نزيه أبو عجرم ومنير شامي الذين اعتقلا في وقت لاحق اعترفا بأنهما رأوه مقيد بالسلاسل وعاري مع علامات التعذيب على جسده.
- محمد سعيد الجرار من قرية شبعا. قيل أن القوات الإسرائيلية احتجزته في عام 1979 وسجنته في مخيم تل نحاس ثم نقلته إلى المخابرات الإسرائيلية في ميتلي. يقال أن توفيق فاخوري أحد المحتجزين المفرج عنهم قال أنه اعترف بمحمد الجرار في عام 1987 في أحد مراكز الاحتجاز الإسرائيلية في رام الله.
- جميل أمهاز. قيل أن القوات الإسرائيلية اختطفته في عام 1984. وفقا لأسرته فإنه سجن في سجن شاته في إسرائيل. إسرائيل تنفي ذلك.
- محمد علي حوا. ذكر أن القوات الإسرائيلية اعتقلته في عام 1984 في معبر باطر في جزين (لبنان) واقتيد إلى مركز آبر. يزعم أن والدته رأته مصاب بساقه وينزف.
- يقال أن القوات الإسرائيلية اختطفت محمد علي غريب في 12 أغسطس 1984 على معبر باطر في جزين. زعم أنه نقل إلى تل الحمصية ثم إلى إسرائيل. أفادت أسرته أن المعتقل المحرر علي نورا أفاد بأنه شاهده في سجن عتليت في عام 1985.
- قيل أن حسن رامز بلوط اعتقل في عام 1984 في مسقط رأسه كفارملكي من قبل القوات الإسرائيلية. يقال أن بلوط بقى في ثكنة جزين لمدة ثمانية أشهر وقيل أنه أصيب بعدة إصابات في ساقه. لا يزال مصيره مجهولا.
- ماهر قصير من قرية دير كنون الناهر. يدعى أن القوات الإسرائيلية اختطفته في 17 يونيو 1984 في منطقة جامعة العلوم في الشويفات جنوب بيروت. مصيره غير معروف.
- محمد العبوشي من مينا في شمال لبنان. قيل أنه اختطف في عام 1990. تؤكد أسرته أنه محتجز في إسرائيل. إسرائيل تنفي ذلك.
- يقال أن جمال حبا من صيدا بجنوب لبنان قد اختطفت في نقطة تفتيش باربارا في عام 1982. تؤكد أسرته أنه موجود في إسرائيل. إسرائيل تنفي ذلك.
- يقال أن سمير الخرفان الجندي في الجيش اللبناني اختطف في منطقة مجدليون في 30 أكتوبر 1983 ومصيره مجهول.

## الأشخاص المفقودون
الأشخاص الذين فقدوا منذ الوجود العسكري الإسرائيلي في جنوب لبنان ما يلي:
• السيد أحمد شكر 
- حسن سامي طه.
- حسين زيد.
- إبراهيم نور الدين.
- محمد المعلم.
- نزار علي مرعي.
- سهيل رمال.
- خالد كشمور.
- خالد شاهين.
- علي كشمور.
- سعيد بليبل.
- طالب أبو راية.
- أحمد حرباوي.

## مقاتلون متوفون مدفونون في إسرائيل
هناك أيضا بعض المسلحين اللبنانيين السابقين الذين يفترض أنهم متوفين الآن ويزعم أن إسرائيل تحتجزهم في مقابر سرية بما في ذلك:
- يحيى الخالد.
- إياد قصير.
- حسين ضاهر.
- إلياس حرب.
- فرج الله فواني.

## الروابط الخارجية
- لجنة متابعة دعم المعتقلين اللبنانيين في السجون الإسرائيلية